# Bailliage de Cotentin
Le bailliage de Cotentin est une ancienne entité territoriale française (circonscription administrative, financière et judiciaire), qui correspond peu ou prou à l'actuel département de la Manche, et qui a existé jusqu'à la Révolution.

## Historique
Utilisé plutôt dans le nord, le terme de bailliage désignait à la fois l'entité territoriale et la charge d'officier de bailli qui y était lié.
Le bailliage de Cotentin, qui remonte à l’époque des premiers ducs de Normandie, existe depuis au moins le XIIe siècle. C'est le duc-roi Henri II Plantagenêt (1133-1189) qui créa les premiers baillis. Celui-ci ne couvre alors que le diocèse de Coutances.
À partir de 1204, à la suite de la confiscation de la Normandie par Philippe Auguste, la perte des îles Anglo-Normandes, à l'exception de Chausey, entraina une modification du territoire. Sous le règne de Saint Louis (1226-1270), l'Avranchin (vicomté d'Avranches) et le comté de Mortain, furent adjoints au bailliage devenant grand bailliage de Cotentin. Sous Charles V, ses attributions sont élargies à des paroisses relevant des diocèses du Mans, de Bayeux et de Sées.
À l'époque moderne, le bailli avait perdu l'essentiel de ses prérogatives.

### Baillis de Cotentin
- Osbert de La Heuze (1172 à 1185) ;
- Guillaume Pantoul (1189) ;
- Guillaume du Hommet, sous le règne de Richard ;
- Robert de Tregoz (1195 à 1200) ;
- Raoul des Mares (1200) ;
- Richard de Fontenei (1202).

### Grands baillis de Cotentin
Après la réunion de la Normandie au royaume de France, le grand bailli de Cotentin exerce son pouvoir sur les diocèses d’Avranches et de Coutances.
- Renaud de Cornillon (1204-1214) ;
- Miles de Levis (1215-1222) ;
- Jean de Fricamps (1227-1231) ;
- Geoffroy de Bulli (1234) ;
- Jean de Maisons (1236-1245) ;
- Luc ou Lucas de Villers ou de Villiers (1248-1252) ;
- Philippe de Chenevières (1253 à 1256) ;
- Renaud de Radepont (1258-1267) ;
- Jean de Chevreuse (1269-1271) ;
- Chrétien le Chambellan (Chrestien le Chambelleur)[3] (1274-1286) ;
- Vincent Tanquerey (1289-1291) ;
- Nicolas de Villers ou de Villiers (1292-1299) ;
- Dreux Pellerin (1300-1301) ;
- Raimond Passemer (1303) ;
- Henri de Ries (1303-1304) ;
- Bertrand Maniel (1308) ;
- Louis le Villepreux ou Le Convers (1308-1312) ;
- Robert Busquet (1313-1320) ;
- Pierre de Hangest (1321-1322) ;
- Geoffroy ou Godefroy Le Blond (1322-1327)[note 1] ;
- Fauvel de Varecourt (1327-1331) ;
- Josselin du Pertuis ou de Poreus ou du Trou (1339-1340) ;
- Jean de Crespi (1340-1341) ;
- Adrien de Damœartin/Adam de Dampmartin[5],[note 2]. (1345-1353...) ;
- Thomas Piiichon (1356) ;
- Guillaume d’Enfernet (1360) ;
- Guillaume du Merle (1360-1368) ;
- Guillaume Dourdau (1369) ;
- Raven Pinchon (1369) ;
- Aymeri Renout (1370)[note 3] ;
- Guy Chrétien (1375) ;
- Audouin Chauveron (1376-1379) ;
- Tassard de Montreuil (1380-1386) ;
- Pierre de Negron (1386-1389) ;
- Jean Xilgenbourse (1393-1399) ;
- Robert de Pelletot (1400-1409) ;
- Jean d’Inai ou d’Ivaï (1410-1414);
- Robert de Montauban (1414-1417).

Durant la guerre de Cent Ans, le Cotentin subit les conséquences du conflit entre l'Angleterre et la France. Le Cotentin fut occupé par les troupes anglaises entre 1418 et 1450. Deux pouvoirs s'exercèrent durant cette période, l'un au service de la couronne anglaise, l'autre au service du royaume de France. Pendant vingt-huit ans, deux baillis exercèrent leur fonction en parallèle pour leur propre suzerain. Chaque pouvoir s'exerçant sur des fiefs contrôlés.
- Baillis exerçant pour le roi d'Angleterre :
  - Jean d’Asheton (1418-1421) ;
  - Laurent Waren (1423) ;
  - Simon Fleet (1424) ;
  - Nicolas Bourdet (1425) ;
  - Jean de Herpeley ou de Crepeley (1426-1429) ;
  - Hue Spencer (1432-1448) ;
  - Bertin (1449-1450)[7]
- Baillis exerçant pour le roi de France
  - Robert de Mautauban (1418-1441) ;
  - Robert d'Estouteville (1441-1446) ;
  - Estout d'Estouteville (1446-1450).

En 1450, le Cotentin est libéré de l'occupation anglaise. Un seul bailli exerce pleinement sa charge pour l'ensemble du Cotentin.
- Arthur de Montauban (1450-1451) ;
- Jean de Montauban (1451-1454) ;
- Oudet d’Aydie (1456-1459) ;
- Guillaume de Cerisay (1460-1462)[8] ;
- Jean Dupont (1462-1465) ;
- Alain de Plumangart (1465) ;
- Berlin de Silly (1468-1469) ;
- Jean Daillon (1470-1474) ;
- Colas de Moui (1474-1478)
- Jean du Mas (1484-1490)
- Christophe de Cerisay (1495-1497)[note 4] ;
- Jean Dupuy (1499-1501) ;
- François de Blanchefort (1510-1514) ;
- Nicolas de Cerisay (1514-1517)[note 5] ;
- Antoine Bohier (1520-1529)[note 6] ;
- Guillaume Bohier (1529)[note 7] ;
- Jacques Davi (1538-1559) ;
- Anne de Montmorency (1559) ;
- Guillaume de Levi (1568) ;
- Anne de Lévi (1574) ;
- Richard Lecesne (1577-1590) ;
- Michel de Montreuil (1591) ;
- René Lecesne (1620) ;
- Hervé Basan, marquis de Flamanville (1643) ;
- Charles Castel, baron de Saint-Pierre-Église (1666)[note 8] ;
- Bon-Thomas Castel, marquis de Saint-Pierre (1675)[note 9] ;
- Charles de Bréauté (1692-1700) ;
- Antoine de La Luzerne (1701-1718)[note 10] ;
- Luc-François du Chemin (1718) ;
- Henri Le Berceur, marquis de Fontenay (1726-1753) ;
- Pierre-Marie-Maximilien Le Vicomte, marquis de Blangy (1756-1789).

## Principaux fiefs
Les principaux fiefs du bailliage étaient les baronnies :
- du Hommet ;
- de Remilly et Marigny ;
- de La Haye-du-Puits ;
- de Hambye ;
- de Moyon ;
- de La Luthumière (Brix) ;
- de Varenguebec ;
- de Bricquebec ;
- de Saint-Sauveur-le-Vicomte ;
- de Néhou ;
- de La Roche-Tesson (La Colombe) ;
- d'Aunay ;
- de Marcey ;
- des Biards ;
- de Saint-Pois ;
- du comté de Mortain.